# Ammandra decasperma
Ammandra decasperma ist eine in Kolumbien endemische Palmenart. Sie ist die einzige Art der Gattung Ammandra. Das Endosperm der Samen liefert vegetabiles Elfenbein.

## Merkmale
Ammandra decasperma ist eine stammlose oder kurzstämmige, einzeln stehende und unbewehrte Palme. Der Stamm ist sehr kurz, ebenso die Internodien, und er wird durch die langen, schlanken Blattscheiden-Fasern verdeckt. Die Blätter sind gefiedert, der Stiel ist aufrecht, lang und schlank. Die Spreite ist glänzend dunkelgrün.
Von den nah verwandten Gattungen der Phytelepheae unterscheidet sich Ammandra durch folgende Merkmalskombination: Die männlichen Blüten besitzen sehr kleine, rundliche Antheren mit sehr kurzen Staubfäden, die an einem eckigen, polyedrischen Receptaculum sitzen.
Die Chromosomenzahl ist unbekannt.

## Verbreitung und Standorte
Die Gattung ist in Kolumbien endemisch. Sie kommt nur in den westlichen Küstenregionen in zwei kleinen Teilarealen vor. Sie wächst im Unterwuchs von Wäldern in Gebieten mit hohem und ganzjährigem Niederschlag.

## Taxonomie und Systematik
Die Gattung Ammandra wurde 1927 von Orator Fuller Cook in Journal of the Washington Academy of Sciences Band 17 Seite 220 erstbeschrieben. Der Name Ammandra leitet sich von den Wörtern ammos = Sand und aner = Mann ab und bezieht sich darauf, dass die Antheren wie Sandkörner aussehen.
Die Gattung Ammandra wird innerhalb der Familie Arecaceae in die Unterfamilie Ceroxyloideae, Tribus Phytelepheae gestellt. Die Gattung ist monotypisch, sie besteht aus der einzigen Art Ammandra decasperma. Ihre Schwestergruppe ist Aphandra.
In der World Checklist of Selected Plant Families der Royal Botanic Gardens, Kew, wird nur die Art Ammandra decasperma anerkannt.

## Belege
- John Dransfield, Natalie W. Uhl, Conny B. Asmussen, William J. Baker, Madeline M. Harley, Carl E. Lewis: Genera Palmarum. The Evolution and Classification of Palms. Zweite Auflage, Royal Botanic Gardens, Kew 2008, ISBN 978-1-84246-182-2, S. 346ff.